# Distretto di Nkoranza
Il distretto di Nkoranza  (ufficialmente Nkoranza District, in inglese) era un distretto della regione di Brong-Ahafo del Ghana.
Nel 2008 è stato soppresso, il territorio, ora parte della Regione di Bono Est è stato suddiviso nei distretti di Nkoranza Sud (capoluogo: Nkoranza) e Nkoranza Nord (capoluogo: Busunya). 